# Onton (Kentucky)
Onton es un lugar designado por el censo ubicado en el condado de Webster, en el estado estadounidense de Kentucky. En el Censo de 2010, tenía una población de 141 habitantes, y una densidad poblacional de 65,67 personas por kilómetro cuadrado.

## Geografía
Onton se encuentra ubicado en las coordenadas 37°33′41″N 87°26′22″O / 37.56139, -87.43944. Según la Oficina del Censo de los Estados Unidos, Onton tiene una superficie total de 2.15 km², de la cual 2.14 km² corresponden a tierra firme y (0.48 %) 0.01 km² es agua.

## Demografía
Según el censo de 2010, había 141 personas residiendo en Onton. La densidad de población era de 65,67 hab./km². De los 141 habitantes, Onton estaba compuesto por el 100 % de blancos, el 0 % de negros, el 0 % de amerindios, el 0 % de asiáticos, el 0 % de isleños del Pacífico, el 0 % de otras razas y el 0 % de dos o más razas. Del total de la población, el 0.71 % eran hispanos o latinos de cualquier raza.